# Bohadschia marmorata
Bohadschia marmorata е вид морска краставица от семейство Holothuriidae.

## Разпространение и местообитание
Видът е разпространен в Бангладеш, Бруней, Вануату, Виетнам, Джибути, Египет, Еритрея, Източен Тимор, Индия (Андамански острови), Индонезия, Камбоджа, Кения, Китай, Мавриций, Мадагаскар, Малайзия, Малдиви, Мианмар, Мозамбик, Нова Каледония, Папуа Нова Гвинея, Провинции в КНР, Реюнион, Сейшели, Сингапур, Соломонови острови, Сомалия, Судан, Тайван, Тайланд, Танзания, Тонга, Тувалу, Фиджи, Филипини, Шри Ланка и Япония.
Среща се на дълбочина от 0,5 до 208 m, при температура на водата от 24,2 до 28,8 °C и соленост 33 – 35,5 ‰.

## Описание
Популацията на вида е намаляваща.